# Коцур, Свирид Дементьевич
Коцур Свирид Дементьевич «маленький Махно» (13 сентября 1890, Суботов — 15 апреля 1920, Знаменка, по официальной версии) — военный и общественный деятель; атаман Суботовской сотни Свободного казачества (1917), руководитель Чигиринского повстанкома и Чигиринской «республики» (1919—1920), повстанческий атаман, анархист-махновец.

## Биографические сведения
В марте 1910 г. вместе с анархистами ограбил волостное правление, в марте следующего года приговорен к смертной казни с заменой на пожизненное заключение. После Февральской революции 1917 года вернулся из Сибири в Суботов и окунулся в общественно-политическую работу. Делегат Первого съезда Вольного казачества (октябрь 1917). В 1918 году возглавил на Чигиринщине борьбу против гетманцев и их союзников немцев. А в начале января 1919 года отряд Свирида Коцура выступил против Директории и захватил Чигирин. Шалаш Красного казачества под командованием Коцура стал опорой советской власти на Чигиринщине. В феврале 1919 г. курень (1095) имел на вооружении 900 винтовок, 12 пулеметов и 3 пушки. На участке железной дороги Знаменка — Бобринская действовал коцуровский бронепоезд «Зарница».
В начале марта 1919 г. Чигиринский курень «красного казачества» Свирида Коцура отправился на фронт для борьбы против Армии УНР. С боями прошел путь от Фундуклеевки до Волочиска. В июне 1919 г. Чигиринский курень «красного казачества» реорганизован в 414-й полк, который получает задание ликвидировать полк гайдамаков Холодного Яра. Попытка холодноярцев разоружить отряды Коцура, которые возвращались с фронта, была неудачной.
В конце июня С. Коцур, поддержанный красными частями, повел наступление на Холодный Яр со стороны Суботова, захватил Медведевку и двинулся на Мельники. Холодноярцы отбили наступление, потеряв при этом 11 человек. Потери коцуровцев составили около 80 человек убитыми.
Брат Свирида Петр Коцур еще в начале 1900-х годов был одним из активистов созданной на Чигиринщине Украинской народной обороны, которая возникла на основе УПСР с целью соединить национальное и земельный вопрос, поднять общеукраинское восстание, получить автономию Украины.
В 1919—1920 годах братья Коцуры — участники многих боев против деникинцев, а позже — против красных.
В сентябре 1919 г. Свирид Коцур со своим отрядом влился в ряды Повстанческой армии Нестора Махно. В период союза Коцура с Махно под его командованием было 2500 повстанцев, ему подчинялись атаманы Ильченко, Хвещук, Сатана. На махновском фронте Свирид прикрывал Вольную территорию с северо-запада. Части Коцура вошли в состав Среднеднепровского корпуса РПАУ.
В феврале 1920 г. Коцуры — снова в конфликте с УНР. В Армии УНР Зимнего похода был даже издан приказ: «все отряды Коцура считать за враждебные к нам и при возможности разоружать». Так, 18 — 19 февраля части Запорожской дивизии разоружили коцуровскую охрану м. Каменки.
Полковник Стефанов, что вел переговоры со Свиридом Коцуром, описывал его так: «Лет с 28, в национальном, что переходило в опереточное, убранстве, физически хорошо развит, он хотел производить впечатление на оппонента своей внешностью. Именно город Чигирин, где он атаманствовал, производил впечатление мертвого города. Власть Коцура распространялась на 4 окрестных крупных села, из которых одно было его родным, остальные окрестности его не признавали и относились к нему откровенно враждебно».
В конце марта большевики нанесли удары коцуровским отрядам и не позднее 27 марта выбили из Чигирина. Согласно официальной версии, Коцур был захвачен в плен и вскоре расстрелян на станции Знаменка, о чем было официальное объявление в коммунистической прессе. Существует и версия, что ему удалось вырваться из плена (благодаря красному командиру, с которым когда-то отбывал каторгу) и эмигрировать в Болгарию, а затем во Францию.
В мае 1920 г. отряд Петра Коцура (150—200 человек) предпринял попытку захватить Чигирин. Действовал по крайней мере до 16 июля 1923 года.
Александр Солодар зафиксировал рассказ жителей села Субботово о что какой-то «белый человек» приезжал в 1980-х годах в Ильинскую церковь в Субботове, на кладбище, посещал могилы родных, которые похоронены рядом с церковью. Старожилы утверждали, что тот человек был очень похож на Свирида Коцура.

### В литературе
О нем упоминает в своем романе "Холодный Яр" писатель Юрий Горлис-Горский.